# Gospodarka Nauru
Gospodarka Nauru – sytuacja gospodarcza Republiki Nauru. Od 2005 panuje tam kryzys gospodarczy. Gospodarka historycznie opierała się na wydobyciu fosforytów. Pierwotne rezerwy fosforytu zostały wyczerpane do końca 2010 roku. W 2020 r. głównymi źródłami dochodów Nauru była sprzedaż praw do połowów na wodach terytorialnych Nauru (w 2000 dochód ze sprzedaży praw wyniósł 8,5 miliona USD) oraz dochody z Regionalnego Centrum Przetwarzania. Gospodarka jest w dużej mierze uzależniona od napływu siły roboczej z zewnątrz, głównie z sąsiednich państw wyspiarskich – Kiribati i Tuvalu.
W latach 90. Nauru stało się rajem podatkowym, jednak wypracowane przez lata zyski zostały roztrwonione przez rząd i państwo musiało się zwrócić po pomoc do Australii.
Priorytetem rządu na lata 2020–2021 jest między innymi opowiedzialne zarządzanie gospodarką i stabilność makroekonomiczna.
Rolnictwo (z wyjątkiem plantacji kawy i kopry wzdłuż wybrzeża i laguny), rybołówstwo, produkcja i turystyka mają niewielką wartość dla całej gospodarki.

## Zatrudnienie

### Bezrobocie
Bezrobobcie na wyspie w roku 2011 wynosiło 23%. Dla porównania, w czasie zamknięcia kopalni fosforytu, bezrobocie w Nauru wynosiło aż 90%.

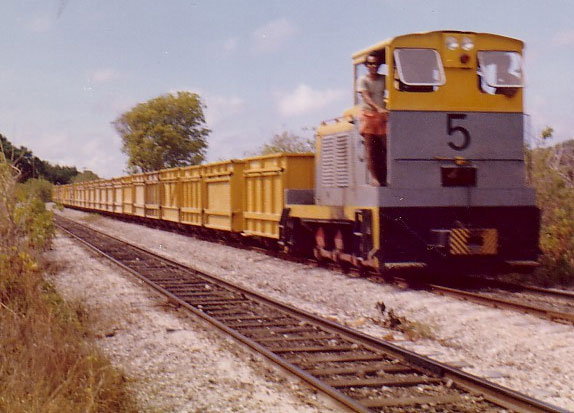
Pociąg przewozący fosforyt do portu, 1975 r.

## Wydobycie fosforytów
Od lat osiemdziesiątych XX wieku odnotowano znaczny spadek wydobycia fosforytów przez Nauruańską Korporację Fosforytową (z 1,67 mln ton w latach 1985–1986 do 162 tys. ton w latach 2001–2002). Natomiast w 2003 roku wydobycie zostało wstrzymane. Dzięki australijskiemu funduszowi inwestycyjnemu Incitec Pivot wydobycie przywrócono, zaś w 2006 roku wznowiono eksport fosforytów.
1 lipca 2005 Naurańska Korporacja Fosforytowa zmieniła nazwę na Republic of Nauru Phosphate Corporation (RONPHOS). Było to spowodowane restrukturyzacją spółki, kontynuowaną w 2006 roku. W jej wyniku dokonano napraw i przebudowy instalacji oraz urządzeń, wykorzystywanych do wydobycia i transportu fosforytów oraz w celu zmniejszenia emisji pyłu.

## Rybołówstwo

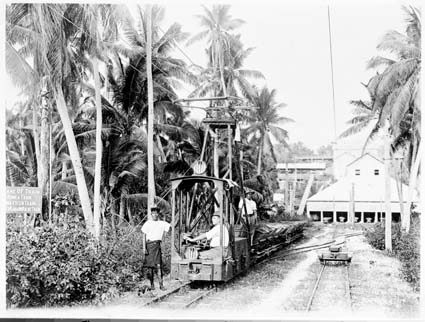
Nauruańska kolej w 1917 roku

Rybołówstwo w Nauru jest słabo rozwinięte. Nauru posiada dwie łodzie; eksportowane są tuńczyki do Japonii i do Australii. Połów ryb wystarcza głównie na rynek krajowy. Tuńczyki są również eksportowane do Australii i Nowej Zelandii, w 2001 roku wywożono 600 kilogramów tuńczyków na tydzień.
Pod koniec XX wieku rozpoczęto wydawanie licencji na połów ryb w wyłącznej strefie ekonomicznej Nauru. Przychody w 2000 roku z tego tytułu wyniosły około 8,5 mln dolarów australijskich, natomiast głównymi partnerami w tej dziedzinie zostały: Chińska Republika Ludowa, Republika Chińska, Australia, Japonia i Nowa Zelandia.
Nauru jest jednym z państw Wielostronnego Traktatu o Połowach Tuńczyka między USA a Wyspami Pacyfiku, który zapewnia dostęp do amerykańskich statków rybackich w zamian za opłatę licencyjną uiszczaną przez przemysł amerykański. Umowa związana z traktatem łącznie zapewnia obecnie 21 milionów dolarów rocznie stronom wysp Pacyfiku, w tym Nauru od Stanów Zjednoczonych.

## Bankowość

### Banki Komercyjne
Jedynym bankiem komercyjnym na wyspie jest kontrolowany przez rząd Bank Nauru (ang. Bank of Nauru), pełniący zarazem funkcje banku centralnego państwa.
Bank Nauru stał się niewypłacalny w 1998 roku z powodu polityki rządu, wykorzystującego bank do finansowania deficytu budżetowego.

### Mafia Rosyjska
Nauru stało się bankierem rosyjskiej mafii. Do 2004 miał około 400 banków off-shore, wszystkie zarejestrowane w jednej rządowej skrzynce pocztowej. Rosyjski Bank Centralny twierdzi, że 70 miliardów USD (94,63 miliarda dolarów australijskich) pieniędzy rosyjskich gangsterów przeszło przez banki Nauru.

## Turystyka
Turystyka na wyspie w znacznym stopniu jest ograniczona z powodu skażenia środowiska na skutek eksploatacji fosforytów. W kraju znajdują się dwa hotele – Menen Hotel i OD-N-Aiwo Hotel.
Wszyscy pasażerowie opuszczający kraj zostaną obciążeni podatkiem lotniskowym w wysokości 25 AUD (do zapłaty bezpośrednio na lotnisku). Dzieci w wieku poniżej 12 lat, członkowie załogi, pasażerowie tranzytowi i osoby za specjalną pisemną zgodą Ministerstwa Sprawiedliwości Nauru są zwolnione z uiszczenia opłaty.
W 2019 roku Stany Zjednoczone zapowiedziało wiele programów na Nauru m.in. promujących turystykę.

## Transport
Wyspa posiada drogi o długości 30 kilometrów, z czego jedna, o długości 24 km, jest utwardzona. Obowiązuje ruch lewostronny. Ponadto istnieje 5 kilometrów transportu kolejowego, używanego do przewozu fosforytów. Dzieci uczęszczające do szkoły przewożone są autobusem szkolnym. Nie ma innej formy transportu lokalnego.

## Kryzys gospodarczy
Kryzys rozpoczął się w czasie zamknięcia kopalni w roku 2003 (W roku 2006 powróciła dzięki wsparciu Australii w mniejszej formie).
Nauru straciło dodatkowe dochody w 2008 roku z powodu zamknięcia przez Australię ośrodka dla uchodźców, który chciał dostać się do Australii.